# نوکو-هیوا
نوکو-هیوا (به فرانسوی: Nuku-Hiva) یک کمون در فرانسه است که در پلی‌نزی فرانسه واقع شده‌است.

## خصوصیات
نوکو-هیوا ۳۸۷٫۸ کیلومترمربع مساحت و ۲٬۶۶۰ نفر جمعیت دارد.